# Labyrint in Lan-fang
Labyrint in Lan-fang is een misdaadroman uit 1956 van Robert van Gulik. Het is een boek uit diens Rechter Tie-serie, waarvan alle verhalen in de zevende eeuw na Christus spelen.

## Verhaal
Na een lange reis arriveert Rechter Tie in zijn nieuwe standplaats Lan-fang, een grensstad in het westen van het Chinese Keizerrijk. Meteen na zijn aankomst krijgt hij te maken met een plaatselijke potentaat. Laatstgenoemde heeft alle bestuurlijke macht aan zich getrokken, en wil met behulp van het Oeigoerse buurvolk in Lan-fang een eigen rijk stichten.
Bovendien moet Rechter Tie het mysterieuze testament van een grote staatsman afwikkelen, de moord op een ex-generaal in diens hermetisch afgesloten werkkamer oplossen, en de verdwijning van de dochter van een eenvoudige smid ophelderen. Het speurwerk hiervoor voeren hem en zijn trouwe assistenten langs een schilderij-met-verborgen-boodschap, een Oeigoerse achterbuurt en een verwaarloosde doolhof buiten de stad. Ook wordt Rechter Tie door een verheven kluizenaar in de verleiding gebracht om zijn aardse bestaan als magistraat op te geven.

## Vormgeving
De Chinese staatsman Tie-Jen-Tsjiè is een historische figuur, die van 630 tot 700 leefde. Hij stond bij zijn volk bekend als een scherpzinnige speurder, en leeft als zodanig in talloze vertellingen voort. De sinoloog Van Gulik heeft dit gegeven als basis voor zijn Rechter Tie-serie gebruikt.
Ook bij Labyrint in Lan-fang heeft Van Gulik zijn fictieve plot in de Chinese samenleving van Tie's tijd gebed. Een van de aspecten daarvan is, dat er in een Rechter Tie-mysterie niet op een mensenleven meer of minder wordt gekeken. Al was het maar omdat de Chinese wet aan Tie voorschrijft, dat hij zijn moordenaars met een strenge of minder strenge variant van de doodstraf moet vonnissen.
Desondanks is het sleutelkenmerk van alle Rechter Tie-mysteries, dat Van Gulik zijn lezers volledig laat meedelen in de wiskundige precisie waarmee hij Rechter Tie zijn complexe plotten laat oplossen. De illustraties in Chinese stijl, door Van Gulik zelf, mogen daarbij niet onvermeld blijven.